# Línia H10 de la Xarxa Ortogonal d'Autobusos de Barcelona
La línia H10 és una línia d'autobús de trànsit ràpid que pertany a la Xarxa Ortogonal d'autobusos urbans de Barcelona. Recorre Barcelona, Sant Adrià del Besòs i Badalona en horitzontal des del barri de Badal fins al Pavelló Olímpic de Badalona. Va ser posada en marxa al novembre de 2013.
En direcció a Badalona, aquesta línia surt de Badal per l'avinguda de Madrid fins a arribar a l'Estació de Sants, des d'on creua tota la ciutat horitzontalment pel carrer València (Mallorca en direcció a Badal). A partir de Bac de Roda, continua el seu recorregut per rambla Guipúscoa fins a travessar el riu Besòs, entrar a Sant Adrià i per l'Avinguda d'Alfons XIII acabar al costat mateix del Pavelló Olímpic de Badalona.
La Línia H10 va substituir les línies 43 i 44, creant una fusió dels recorreguts que efectuaven conjuntament. Per cobrir la zona de Sant Adrià que no cobreix aquesta línia es va crear la línia 143.

## Àrees d'intercanvi
- Àrea d'intercanvi Estació de Sants
- Àrea d'intercanvi Sagrada Família
- Àrea d'intercanvi Mallorca-Pau Claris

## Horaris
| H10       | Primer servei | Primer servei          | Darrer servei | Darrer servei          |
| H10       | A: Badal      | A: Olímpic de Badalona | A: Badal      | A: Olímpic de Badalona |
| Feiners   | 05:00         | 05:30                  | 22:00         | 22:55                  |
| Dissabtes | 07:00         | 07:00                  | 22:00         | 22:55                  |
| Festius   | 08:00         | 08:00                  | 22:00         | 22:55                  |